# Camponotus personatus
Camponotus personatus är en myrart som beskrevs av Carlo Emery 1894. Camponotus personatus ingår i släktet hästmyror, och familjen myror. Inga underarter finns listade.

## Bildgalleri

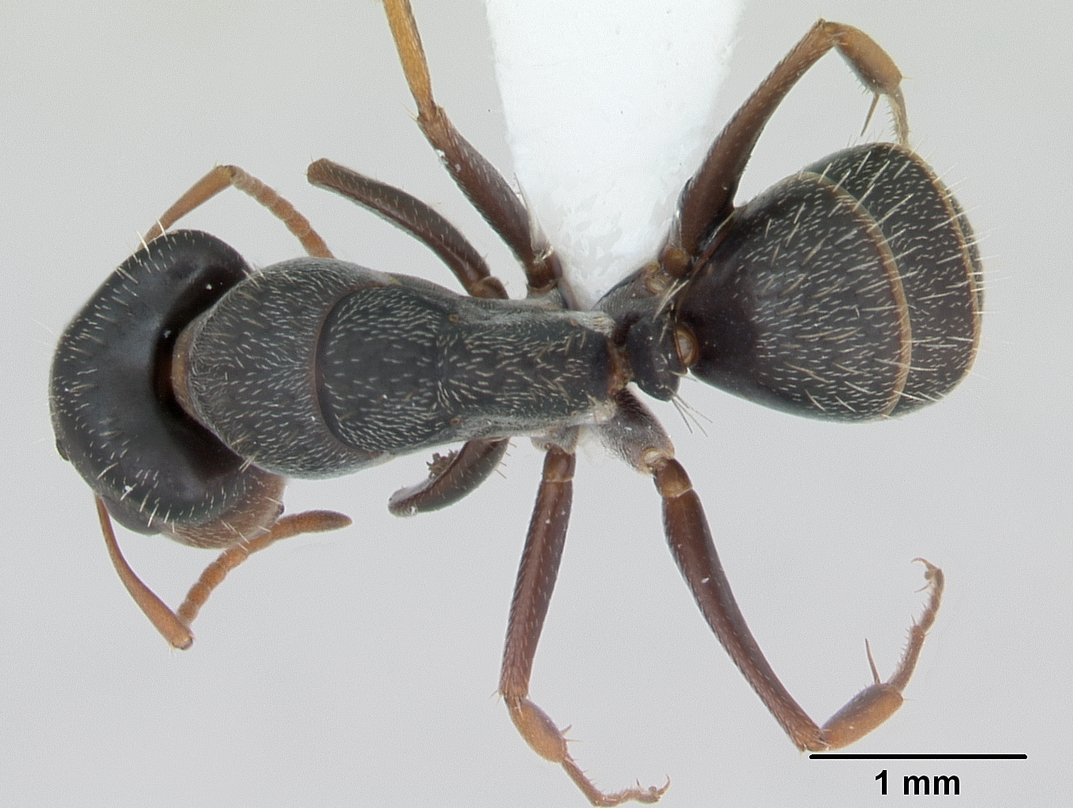
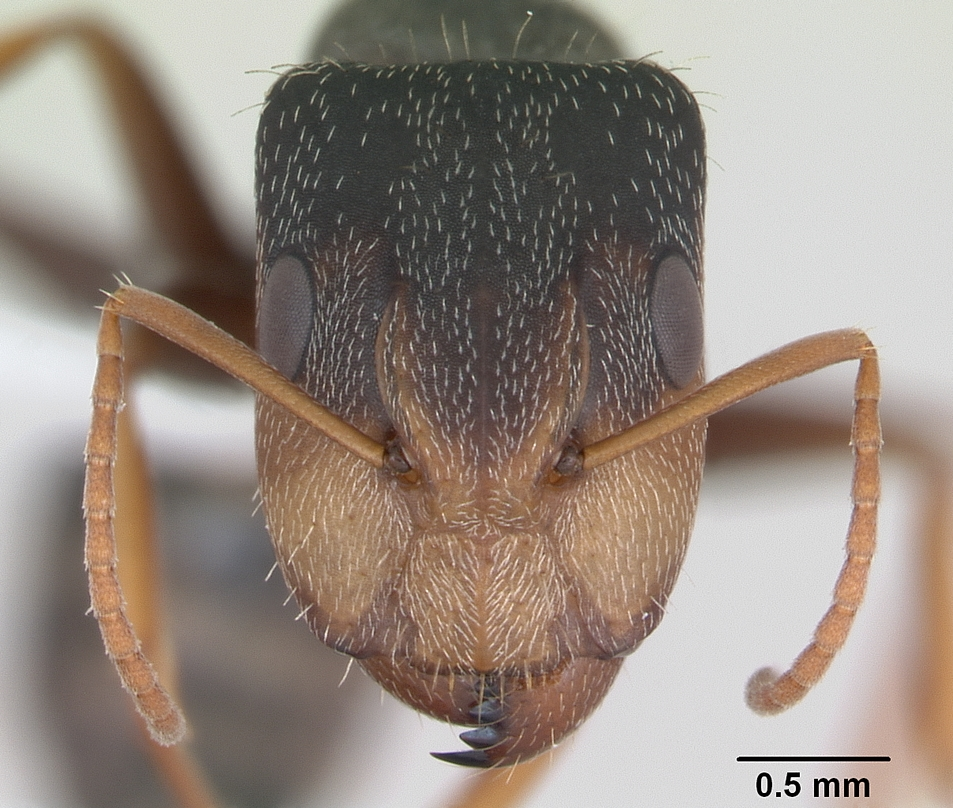
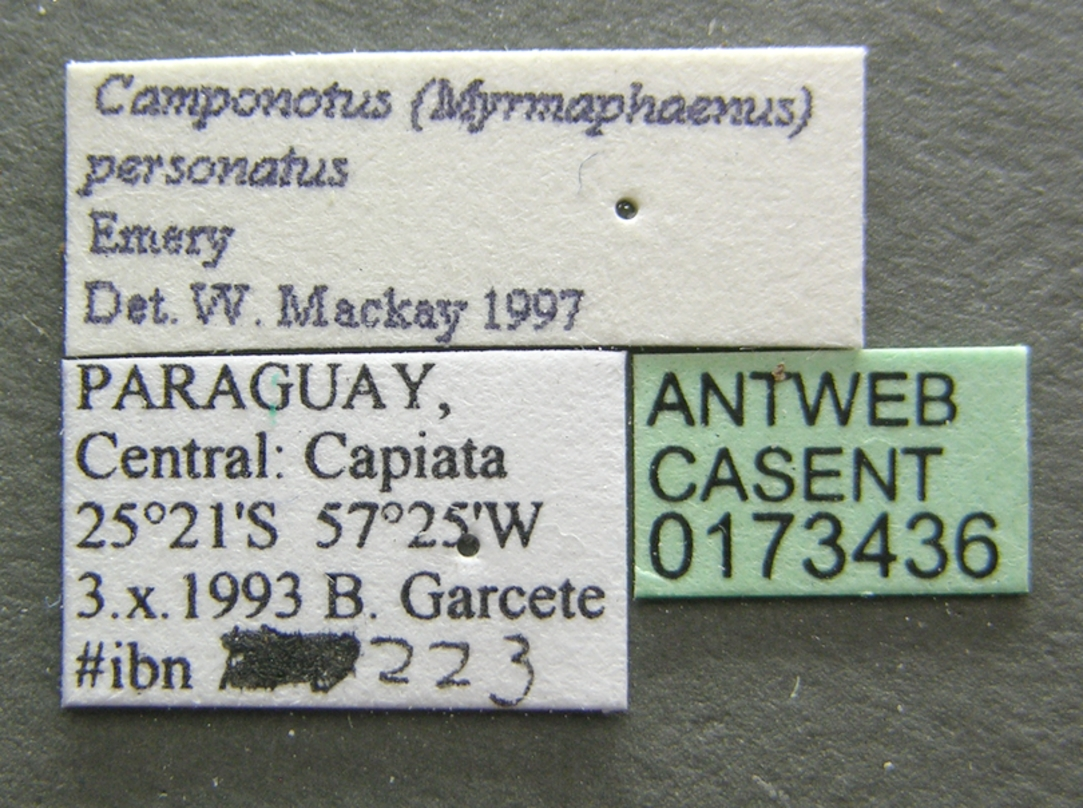
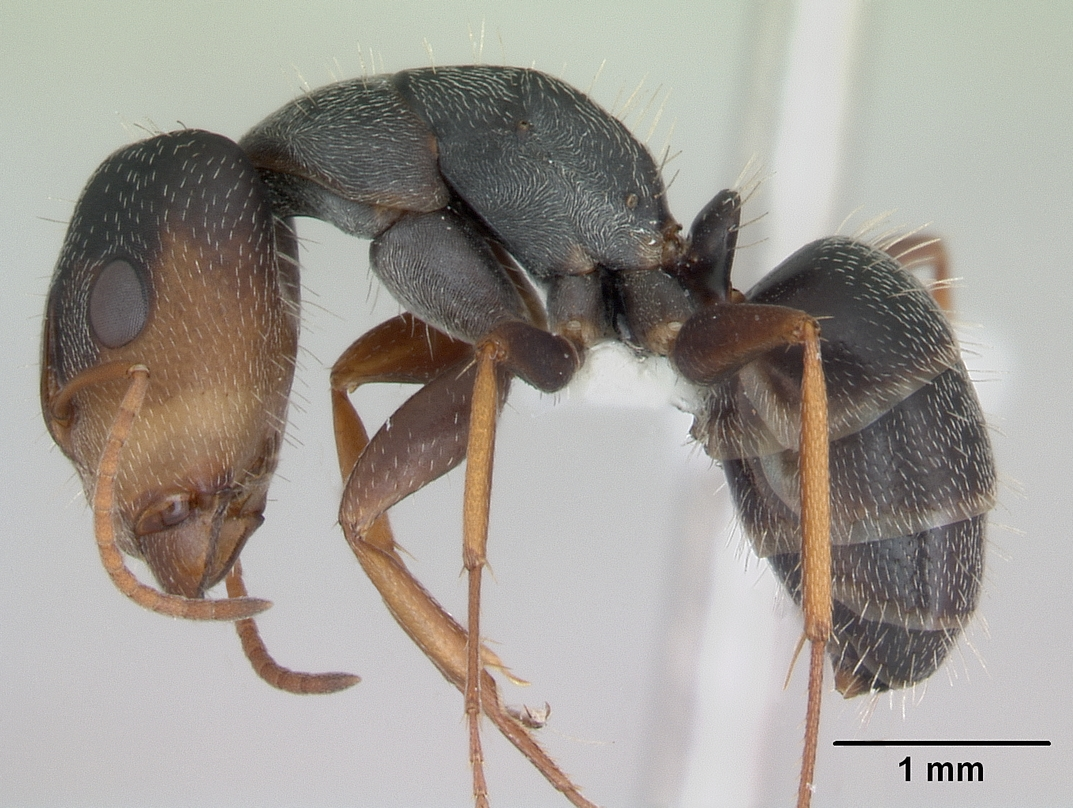